# Règles du Marquis de Queensberry

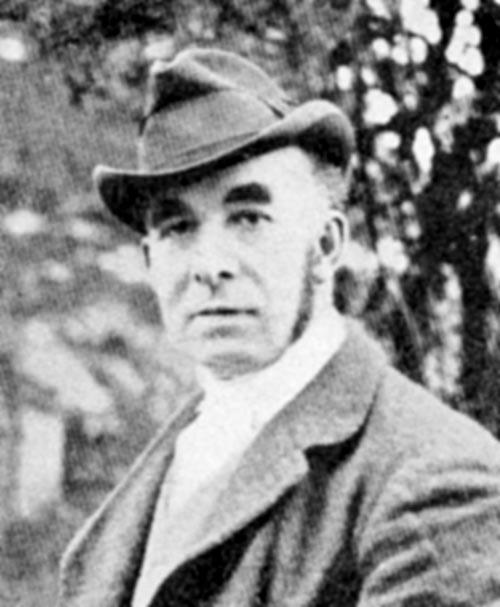
Lord Queensberry en 1896

En 1865, le journaliste John Graham Chambers codifie les combats de boxe anglaise. Les 16 règles qui en résultent portent le nom des règles du Marquis de Queensberry. 
L'Écossais John Sholto Douglas, 9e Marquis de Queensberry, contribua en effet de par sa notoriété à les diffuser à travers le Royaume-Uni puis au reste du monde dès 1867. Elles entreront en vigueur en 1891.

## Règles
1. Les poids des pugilistes qui prennent part aux matchs sont les suivants :
  1. Poids lourds: au-dessus de 71.667 kg (158 lb)
  2. Poids moyens: au-dessous de 71.667 kg (158 lb)
  3. Poids légers: au-dessous de 63.503 kg (140 lb)
2. Tous les matchs auront lieu sur un ring de 7,32 m (24′ 0″), soit sur un terrain, soit une estrade.
3. On ne doit ni lutter ni se tirailler. Les rounds doivent durer trois minutes et le repos une minute.
4. Chaque concurrent choisira un arbitre, et lesdits arbitres choisiront un arbitre de dernier ressort.
5. Dans tous les matchs, deux chronométreurs seront nommés et l'arbitre en aucun cas ne chronométrera.
6. Si un homme tombe soit de faiblesse, soit pour tout autre cause, il doit se relever sans assistance et pour cela dix secondes lui sont accordées. L'adversaire, pendant ce temps, retournera dans son coin. Quand son concurrent se relèvera, le combat reprendra jusqu'à ce que les trois minutes soient épuisées. S'il ne se relève pas dans le délai de dix secondes, la récompense sera pour son adversaire.
7. Lorsqu'un homme acculé à la corde aura les pieds au-dessus du sol, il sera considéré comme tombé. Personne, même pas les seconds, ne sera autorisé à se tenir sur un ring.
8. Si le match est arrêté par un inévitable accident, l'arbitre s'il y en a un, ou le teneur de paris, indiquera le lieu et l'heure d'une rencontre prochaine pour finir le combat et le plus tôt possible, pour avoir un résultat.
9. Quand un des deux pugilistes est tombé sous les coups de son adversaire pendant les trois minutes prévues pour chaque round, dix secondes lui seront accordées pour se remettre sur ses pieds, sans assistance, excepté si la chute se produit dans les dix dernières secondes.
10. Une minute de repos sera accordée entre chaque round et, aucune lutte, ou « tiraillement », ne sera permise sur les cordes.
11. Les gants seront de belle qualité et ne devront pas avoir déjà servi. Si un gant se déchire ou tombe, il sera remplacé à la satisfaction de l'arbitre. Un homme qui est sur un genou est considéré comme tombé et, s'il est frappé, c'est à lui que va le montant des paris. Les chaussures avec clous sont interdites.
12. Dans tous les matchs, le montant des paris ne sera pas payé avant qu'on connaisse le résultat du combat. Si un des concurrents quitte le ring sans raison, et surtout sans la permission de l'arbitre, il sera déclaré vaincu.
13. De même, s'il quitte le ring avant d'avoir connu la décision de l'arbitre.
14. Les seconds ne se mêleront de rien pendant le combat, directement ou indirectement ; ils devront non seulement s'abstenir de donner des avis ou de faire des observations, ils devront aussi se conduire avec tout le decorum qui convient à la dignité d'une réunion sportive.
15. Si l'un des combattants, par calcul, tombe sur le sol alors qu'aucun coup ne l'a atteint, que le combat soit déjà avancé ou non, il sera déclaré vaincu ; mais il n'en sera pas ainsi s'il tombe en évitant d'être serré par son adversaire ou s'il est victime d'un accident ou d'une faiblesse. L'argent des paris restera entre les mains des teneurs jusqu'à proclamation du résultat, à moins que les juges ne soient pas d'accord. En cas d'ajournement, si l'un des concurrents est absent, l'homme qui sera sur le ring touchera le montant des paris.
16. Dans un match où les concurrents sont convenus de faire quatre, six ou un nombre stipulé de rounds, l'arbitre aura tout pouvoir pour ordonner la continuation du combat jusqu'à ce que l'un des deux combattants soit vaincu.

## Référence
- Pierre Cangioni, La fabuleuse histoire de la boxe, Éditions de La Martinière, mars 1996  (ISBN 2-7324-2169-3)